# Colorado State Highway 103
Der Colorado State Highway 103 ist ein in Nord-Süd-Richtung verlaufender Highway im US-Bundesstaat Colorado.
Der Highway beginnt an der Interstate 70 in Idaho Springs und endet am Squaw Pass. Ein Teil der Straße bildet zusammen mit dem Colorado State Highway 5 den Mount Evans Scenic Byway, eine der höchsten Straßen der Vereinigten Staaten.